# Adidas Grand Prix 2014
Navigation
Édition précédente Édition suivante
L'Adidas Grand Prix 2014 s'est déroulé le 14 juin 2014 à l'Icahn Stadium de New York, aux États-Unis. Il s'agit de la sixième étape de la Ligue de diamant 2014.

## Résultats

### Hommes
| Épreuve          | Vainqueur                             | Second                                 | Troisième                      |
| ---------------- | ------------------------------------- | -------------------------------------- | ------------------------------ |
| 200 m            | Warren Weir 19 s 82 (WL)              | Nickel Ashmeade 19 s 95 (SB)           | Alonso Edward 20 s 06          |
| 400 m            | LaShawn Merritt 44 s 19 (MR)          | Wayde van Niekerk 44 s 38 (NR)         | Chris Brown 44 s 61 (SB)       |
| 800 m            | David Rudisha 1 min 44 s 63 (SB)      | Mark English 1 min 45 s 03 (SB)        | Duane Solomon 1 min 45 s 13    |
| 400 m haies      | Javier Culson 48 s 03 (WL)            | Michael Tinsley 48 s 56 (SB)           | Cornel Fredericks 48 s 58 (SB) |
| Saut en hauteur  | Bohdan Bondarenko 2,42 m (AR, WL, MR) | Mutaz Essa Barshim 2,42 m (AR, WL, MR) | Andriy Protsenko 2,35 m (PB)   |
| Saut en longueur | Jeff Henderson 8,33 m (MR)            | Christian Taylor 8,06 m                | Rushwal Samaai 8,00 m          |
| Lancer du disque | Robert Harting 68,24 m (MR)           | Piotr Małachowski 65,45 m              | Ehsan Hadadi 65,23 m           |

### Femmes
| Épreuve           | Vainqueur                       | Seconde                         | Troisième                          |
| ----------------- | ------------------------------- | ------------------------------- | ---------------------------------- |
| 100 m             | Tori Bowie 11 s 07              | Samantha Henry-Robinson 11 s 13 | Schillonie Calvert 11 s 15 (SB)    |
| 1 500 m           | Abeba Aregawi 4 min 0 s 13 (MR) | Dawit Seyaum 4 min 0 s 66       | Jennifer Simpson 4 min 2 s 54      |
| 3 000 m           | Mercy Cherono 8 min 39 s 84     | Betsy Saina 8 min 40 s 65       | Kalkidan Gezahegne 8 min 42 s 54   |
| 3 000 m steeple   | Sofia Assefa 9 min 18 s 58 (MR) | Purity Kirui 9 min 23 s 43 (SB) | Lidya Chepkurui 8 min 27 s 42 (SB) |
| 100 m haies       | Queen Harrison 12 s 62          | Dawn Harper-Nelson 12 s 63      | Lolo Jones 12 s 77                 |
| Saut à la perche  | Fabiana Murer 4,80 m (WL)       | Jennifer Suhr 4,70 m            | Yarisley Silva 4,70 m (SB)         |
| Triple saut       | Kimberly Williams 14,31 m       | Anna Pyatykh 14,19 m (SB)       | Yosiri Urrutia 14,13 m             |
| Lancer du poids   | Valerie Adams 19,68 m           | Michelle Carter 19,51 m (SB)    | Cleopatra Borel 19,04 m            |
| Lancer du javelot | Linda Stahl 67,32 m (WL)        | Kathryn Mitchell 66,08 m        | Madara Palameika 64,86 m (NR)      |